# Мариотти, Альберто
Альберто Хорхе Мариотти (исп. Alberto Jorge Mariotti; род. 23 августа 1935) — аргентинский футболист, выступавший на позиции полузащитника.

## Клубная карьера
Альберто Мариотти начинал свою футбольную карьеру и провёл большую её часть в команде «Чакарита Хуниорс». В её составе Мариотти провёл в итоге 90 игр. В 1962 году Мариотти перешёл в клуб «Сан-Лоренсо», в 1964-м он возвращается в «Чакариту Хуниорс». В 1965-м году Мариотти перебрался в «Архентинос Хуниорс». За 131 матчей, проведённых в рамках чемпионата Аргентины, Мариотти не забил ни одного гола.

## Международная карьера
Альберто Мариотти попал в состав сборной Аргентины на Чемпионат мира 1962 года. Однако из 3-х матчей Аргентины на турнире Мариотти не появился на поле ни в одном из них: в первой игре группового турнира против сборной Болгарии.